# Lijst van rijksmonumenten in Vught (plaats)
De plaats Vught telt 114 inschrijvingen in het rijksmonumentenregister. Hieronder een overzicht.
| Object | Oorspronkelijke functie?  | Bouwjaar                                    | Architect                                   | Locatie                                | Coördinaten?                  | Nr.?   | Afbeelding |
| --- | ------------------------- | ------------------------------------------- | ------------------------------------------- | -------------------------------------- | ----------------------------- | ------ | --- |
| Poortgebouw fort Isabella | Fort, vesting en -onderdl | 17e eeuw (poortgebouw)                      |                                             | Reutsedijk 7                           | 51° 40' 5" NB, 5° 17' 27" OL  | 21950  | Poortgebouw fort Isabella |
| Huize Voorburg | Woonhuis                  | eerste helft 19e eeuw                       |                                             | Laan van Voorburg 1                    | 51° 38' 34" NB, 5° 18' 13" OL | 38156  | Meer afbeeldingen |
| Huis met zadeldak, topgevel en T-vormige houten kozijnen waarin kleine ruiten                                                      | Woonhuis                  | 18e-19e eeuw                                |                                             | Esscheweg 207                          | 51° 38' 1" NB, 5° 16' 53" OL  | 38157  | Meer afbeeldingen |
| Lambertuskerk (Hervormde kerk) | Kerk en kerkonderdeel     | ca. 1500                                    |                                             | Helvoirtseweg 5                        | 51° 39' 38" NB, 5° 17' 54" OL | 38158  | Meer afbeeldingen |
| Toren van de Lambertuskerk | Kerk en kerkonderdeel     | 1560 (bouw) 1822 (hersteld) 1958 (hersteld) |                                             | Helvoirtseweg 7                        | 51° 39' 17" NB, 5° 17' 6" OL  | 38159  | Meer afbeeldingen |
| Huis Muyserick | Woonhuis                  | laat 18e of vroeg 19e eeuw                  |                                             | Maurick 1                              | 51° 39' 34" NB, 5° 18' 14" OL | 38160  | Huis Muyserick |
| Kasteel Maurick | Kasteel, buitenplaats     | 1504-1509                                   |                                             | Maurick 3                              | 51° 39' 30" NB, 5° 18' 23" OL | 38161  | Meer afbeeldingen |
| Villa "Bleyenburg" | Woonhuis                  | 17e eeuw (oorsprong)                        |                                             | Raadhuisstraat 1                       | 51° 39' 28" NB, 5° 17' 55" OL | 38162  | Meer afbeeldingen |
| Station N.S. Staatsspoorstation | Transport                 | ca. 1868                                    | K.H. van Brederode                          | Stationsstraat 30                      | 51° 39' 20" NB, 5° 17' 32" OL | 38163  | Meer afbeeldingen |
| Dwarshuis onder zadeldak en met inrijpoort, oorspronkelijk bij Sophia's Burg behorende                                             | Woonhuis                  | 1848 (inrijpoort)                           |                                             | Taalstraat 72                          | 51° 39' 48" NB, 5° 17' 49" OL | 38164  | Meer afbeeldingen |
| Sophia's Burg | Woonhuis                  |                                             |                                             | Taalstraat 74                          | 51° 39' 47" NB, 5° 17' 49" OL | 38165  | Meer afbeeldingen |
| Sophia's Burg | Woonhuis                  |                                             |                                             | Taalstraat 76                          | 51° 39' 46" NB, 5° 17' 50" OL | 38166  | Meer afbeeldingen |
| Huis met langs de voorgevel een galerij in neoklassicistische stijl                                                                | Woonhuis                  | 19e eeuw                                    |                                             | Taalstraat 177                         | 51° 39' 37" NB, 5° 17' 58" OL | 38167  | Meer afbeeldingen |
| Kamp Vught: Fusilladeplaats | Fort, vesting en -onderdl | 1844                                        |                                             | In Lunet 2 op Vughtse heide            | 51° 39' 39" NB, 5° 15' 50" OL | 525897 | Meer afbeeldingen |
| Lunet 1, 2 en 3 | Fort, vesting en -onderdl | 1844                                        |                                             | Vughtse Heide                          | 51° 39' 39" NB, 5° 15' 50" OL | 38168  | Meer afbeeldingen |
| Lunet 4 | Fort, vesting en -onderdl | 1844-1848                                   |                                             | Hoek De Bréautélaan en Helvoirtseweg   | 51° 39' 10" NB, 5° 16' 40" OL | 38170  | Lunet 4 |
| Lunet 8 | Fort, vesting en -onderdl | 1844-1848                                   |                                             | St.-Michielsgestelseweg                | 51° 39' 10" NB, 5° 18' 43" OL | 38169  | Lunet 8 |
| Huize Weltevreden | Woonhuis                  | vroeg 19e eeuw                              |                                             | Boxtelseweg 26                         | 51° 39' 4" NB, 5° 18' 13" OL  | 46999  | Meer afbeeldingen |
| Beukenhorst: hoofdgebouw | Kasteel, buitenplaats     | 1925                                        | K.C. Suijling en Zonen                      | Beukenhorst 1, 3, 3A, 6, Esscheweg 211 | 51° 37' 28" NB, 5° 17' 17" OL | 511536 | Upload foto |
| Beukenhorst: parkaanleg | Tuin, park en plantsoen   | 1820                                        | L.A. Springer, K.C. Suijling en Wim Knuttel | Beukenhorst bij 1                      | 51° 37' 40" NB, 5° 17' 21" OL | 511538 | Upload foto |
| Beukenhorst: inrijhek | Erfscheiding              | 1850-1900                                   |                                             | Beukenhorst bij 1                      | 51° 37' 49" NB, 5° 16' 53" OL | 511539 | Beukenhorst: inrijhek |
| Beukenhorst: portierswoning | Bijgebouwen kastelen enz. | 1895                                        |                                             | Esscheweg 211                          | 51° 37' 50" NB, 5° 16' 53" OL | 511540 | Beukenhorst: portierswoning |
| Beukenhorst: jachtopzienerswoning                                                                                                  | Bijgebouwen kastelen enz. | 1940                                        | Wim en Daniël Knuttel                       | Beukenhorst 6                          | 51° 37' 44" NB, 5° 17' 27" OL | 511541 | Upload foto |
| Beukenhorst: boerderij annex garage                                                                                                | Bijgebouwen kastelen enz. | 1819                                        |                                             | Beukenhorst 3                          | 51° 37' 29" NB, 5° 17' 20" OL | 511542 | Upload foto |
| Beukenhorst: landbouwschuur | Bijgebouwen kastelen enz. | 1926                                        |                                             | Beukenhorst bij 3                      | 51° 37' 31" NB, 5° 17' 22" OL | 511543 | Upload foto |
| Beukenhorst: tuinbeeld | Tuin, park en plantsoen   | 1750-1800                                   |                                             | Beukenhorst bij 3                      | 51° 37' 29" NB, 5° 17' 13" OL | 511544 | Upload foto |
| Beukenhorst: sluis | Tuin, park en plantsoen   | tweede helft 19e eeuw                       |                                             | Beukenhorst bij 3                      | 51° 37' 29" NB, 5° 17' 48" OL | 511545 | Upload foto |
| Complex Akkerstraat: drietal blokken met woonhuizen opgetrokken in Traditionalistische stijl                                       | Woonhuis                  | 1938                                        | C. Knuttel                                  | Vlasmeersestraat 94                    | 51° 39' 5" NB, 5° 17' 51" OL  | 521279 | Meer afbeeldingen |
| Complex Akkerstraat e.o.: blok met woonhuizen                                                                                      | Woonhuis                  | 1938                                        | C. Knuttel                                  | Hoogstraat 6                           | 51° 39' 4" NB, 5° 17' 49" OL  | 521280 | Meer afbeeldingen |
| Complex Akkerstraat e.o.: vijftal blokken met woonhuizen                                                                           | Woonhuis                  | 1938                                        | C. Knuttel                                  | Akkerstraat 2                          | 51° 39' 3" NB, 5° 17' 47" OL  | 521281 | Meer afbeeldingen |
| Complex Akkerstraat e.o.: viertal woonhuizen                                                                                       | Woonhuis                  | 1938                                        | C. Knuttel                                  | Fortstraat 15                          | 51° 39' 6" NB, 5° 17' 46" OL  | 521282 | Meer afbeeldingen |
| Complex Akkerstraat e.o.: drietal blokken met woonhuizen                                                                           | Woonhuis                  | 1938                                        | C. Knuttel                                  | Hoogstraat 1                           | 51° 39' 7" NB, 5° 17' 49" OL  | 521283 | Meer afbeeldingen |
| Complex Akkerstraat e.o.: viertal blokken met woonhuizen                                                                           | Werk-woonhuis             | 1938                                        | C. Knuttel                                  | Hoogstraat 2                           | 51° 39' 6" NB, 5° 17' 50" OL  | 521284 | Meer afbeeldingen |
| Complex Akkerstraat e.o.: pomp | Straatmeubilair           |                                             | C. Knuttel                                  | In plantsoen Hoogstraat                | 51° 39' 5" NB, 5° 17' 47" OL  | 521285 | Meer afbeeldingen |
| Complex Berkenheuveldreef: poortgebouw met woonhuis                                                                                | Begraafplaats en -onderdl | 1855                                        | J. Hartogensis                              | Berkenheuveldreef 10                   | 51° 39' 19" NB, 5° 16' 46" OL | 521287 | Complex Berkenheuveldreef: poortgebouw met woonhuis                                                                                |
| Complex Berkenheuveldreef (Joodse begraafplaats)                                                                                   | Begraafplaats en -onderdl | 1790                                        |                                             | Berkenheuveldreef 10                   | 51° 39' 19" NB, 5° 16' 46" OL | 521288 | Complex Berkenheuveldreef (Joodse begraafplaats)                                                                                   |
| 't Mieneke: boerderij | Boerderij                 | 1928                                        |                                             | Bleijendijk 5                          | 51° 38' 24" NB, 5° 18' 56" OL | 521290 | 't Mieneke: boerderij |
| 't Mieneke: schaapskooi | Boerderij                 | 1933                                        |                                             | Bleijendijk 5                          | 51° 38' 24" NB, 5° 18' 56" OL | 521291 | 't Mieneke: schaapskooi |
| Huize Voorburg: watertoren | Nutsbedrijf               | 1903                                        | Henri van Tulder                            | Watertorenlaan 7A                      | 51° 38' 36" NB, 5° 18' 19" OL | 521293 | Meer afbeeldingen |
| Huize Voorburg: voormalige broederenklooster                                                                                       | Klooster, kloosteronderdl | ca. 1930                                    | Joan van Dillen                             | Laan van Voorburg 2                    | 51° 38' 29" NB, 5° 18' 31" OL | 521294 | Huize Voorburg: voormalige broederenklooster                                                                                       |
| Huize Steenwijk | Tuin, park en plantsoen   | 1800-1900                                   |                                             | Boxtelseweg 58                         | 51° 38' 19" NB, 5° 18' 25" OL | 521296 | Meer afbeeldingen |
| Heilig Hartbeeld | Gedenkteken               | 1900                                        |                                             | Boxtelseweg 58                         | 51° 38' 19" NB, 5° 18' 25" OL | 521297 | Meer afbeeldingen |
| Begraafplaats Elisabethstraat: ijzeren begraafplaatshek                                                                            | Erfscheiding              | 1858                                        |                                             | St.-Elisabethstraat 64                 | 51° 39' 21" NB, 5° 17' 45" OL | 521299 | Begraafplaats Elisabethstraat: ijzeren begraafplaatshek                                                                            |
| Begraafplaats Elisabethstraat: kavel met diverse grafmonumenten                                                                    | Begraafplaats en -onderdl | 1882                                        |                                             | St.-Elisabethstraat 68                 | 51° 39' 21" NB, 5° 17' 45" OL | 521300 | Begraafplaats Elisabethstraat: kavel met diverse grafmonumenten                                                                    |
| Begraafplaats Elisabethstraat: grafmonument van J.A.F. Lips                                                                        | Begraafplaats en -onderdl | 1897                                        | H. van der Geld                             | St.-Elisabethstraat 68                 | 51° 39' 21" NB, 5° 17' 45" OL | 521301 | Begraafplaats Elisabethstraat: grafmonument van J.A.F. Lips                                                                        |
| Begraafplaats Elisabethstraat: grafmonument van de familie Rouppe van der Voort                                                    | Begraafplaats en -onderdl | 1866                                        |                                             | St.-Elisabethstraat 68                 | 51° 39' 21" NB, 5° 17' 45" OL | 521302 | Begraafplaats Elisabethstraat: grafmonument van de familie Rouppe van der Voort                                                    |
| Kamp Vught: kazerne | Militair verblijfsgebouw  | 1943                                        |                                             | Lunettenlaan 201                       | 51° 39' 20" NB, 5° 16' 9" OL  | 521304 | Upload foto |
| Kamp Vught: officiersmess | Militair verblijfsgebouw  | 1943                                        |                                             | Lunettenlaan 102                       | 51° 39' 20" NB, 5° 16' 9" OL  | 521305 | Upload foto |
| Kamp Vught: woonhuis van de SS-commandanten                                                                                        | Woonhuis                  | 1943                                        |                                             | Van Brederodelaan 112                  | 51° 39' 20" NB, 5° 16' 9" OL  | 521306 | Upload foto |
| Kamp Vught: poortgebouw | Militair wachtgebouw      | 1943                                        |                                             | Lunettenlaan 102                       | 51° 39' 20" NB, 5° 16' 9" OL  | 521307 | Upload foto |
| Kamp Vught: barak 1 | Militair verblijfsgebouw  | 1943-1944                                   |                                             | Atlantis 1                             | 51° 39' 39" NB, 5° 15' 29" OL | 521308 | Kamp Vught: barak 1 |
| Kamp Vught: crematorium | Crematorium               | 1943-1944                                   |                                             | Lunettenlaan 600                       | 51° 39' 20" NB, 5° 16' 9" OL  | 521309 | Meer afbeeldingen |
| Leeuwenstein: gemeentehuis | Bestuursgebouw en onderdl | 1900                                        | J Dony (gemeentehuis) D Tersteeg (park)     | Leeuwensteinplein 5                    | 51° 39' 21" NB, 5° 17' 54" OL | 521311 | Leeuwenstein: gemeentehuis |
| Landhuis Leeuwenstein: rijwielstalling                                                                                             | Opslag                    | 1900                                        | Jules Dony                                  | Leeuwensteinplein 5                    | 51° 39' 21" NB, 5° 17' 54" OL | 521312 | Meer afbeeldingen |
| Mariakerk | Kerk en kerkonderdeel     | 1933-1934                                   | Alexander Kropholler                        | Mariaplein 9                           | 51° 39' 57" NB, 5° 17' 39" OL | 521314 | Meer afbeeldingen |
| Complex Mariaplein: klooster en bejaardentehuis "Marienhof"                                                                        | Klooster, kloosteronderdl | 1939-1941                                   | Alexander Kropholler (gebouwen) Buis (tuin) | Mariaplein 8                           | 51° 39' 56" NB, 5° 17' 34" OL | 521315 | Complex Mariaplein: klooster en bejaardentehuis "Marienhof"                                                                        |
| Complex Mariaplein: zevental woonhuizen                                                                                            | Woonhuis                  | 1934-1939                                   | Alexander Kropholler                        | Deken van Oss-straat 2                 | 51° 39' 58" NB, 5° 17' 38" OL | 521316 | Complex Mariaplein: zevental woonhuizen                                                                                            |
| Complex Mariaplein: kosterswoning en parochiehuis                                                                                  | Kerkelijke dienstwoning   | 1936                                        | Alexander Kropholler                        | Taalstraat 47                          | 51° 39' 58" NB, 5° 17' 40" OL | 521317 | Complex Mariaplein: kosterswoning en parochiehuis                                                                                  |
| Complex Mariaplein: schoolgebouw voor de lagere school "De Molenhoek"                                                              | Onderwijs en wetenschap   | 1939-1940                                   | Alexander Kropholler                        | Victorialaan 15                        | 51° 39' 59" NB, 5° 17' 28" OL | 521318 | Complex Mariaplein: schoolgebouw voor de lagere school "De Molenhoek"                                                              |
| Huize Bergen: landhuis | Woonhuis                  | 1915                                        |                                             | Glorieuxlaan 1                         | 51° 39' 6" NB, 5° 18' 3" OL   | 521320 | Huize Bergen: landhuis |
| Huize Bergen: koetshuis | Bijgebouwen kastelen enz. | 1915                                        |                                             | Glorieuxlaan 1                         | 51° 39' 6" NB, 5° 18' 3" OL   | 521321 | Meer afbeeldingen |
| Complex Isabellakazerne: hoofdgebouw                                                                                               | Militair verblijfsgebouw  | 1915-1917                                   |                                             | Reutsedijk 7                           | 51° 40' 29" NB, 5° 17' 26" OL | 521323 | Complex Isabellakazerne: hoofdgebouw                                                                                               |
| Complex Isabellakazerne: kiosk | Straatmeubilair           | 1932                                        |                                             | Reutsedijk bij 7                       | 51° 40' 29" NB, 5° 17' 26" OL | 521324 | Complex Isabellakazerne: kiosk |
| Landhuis Vijverhof | Woonhuis                  | 1860                                        |                                             | Esscheweg 80                           | 51° 38' 41" NB, 5° 16' 50" OL | 521326 | Meer afbeeldingen |
| Sint-Petruskerk | Kerk en kerkonderdeel     | 1881-1884                                   | Carl Weber                                  | Heuvel 2                               | 51° 39' 30" NB, 5° 17' 54" OL | 521327 | Meer afbeeldingen |
| Woonhuis | Woonhuis                  | 1860-1870                                   |                                             | Helvoirtseweg 1                        | 51° 39' 40" NB, 5° 17' 53" OL | 521328 | Meer afbeeldingen |
| Villa Leeuwenburg | Woonhuis                  | 1890                                        |                                             | Kapellaan 2                            | 51° 39' 25" NB, 5° 17' 45" OL | 521329 | Meer afbeeldingen |
| Villa Craijenstein | Woonhuis                  | 1890                                        |                                             | Helvoirtseweg 146                      | 51° 39' 22" NB, 5° 17' 4" OL  | 521331 | Meer afbeeldingen |
| Pomp met lantaarn, gelegen in het midden van het dorpsplein op het marktveld                                                       | Straatmeubilair           | 1879                                        |                                             | Marktveld Ong.                         | 51° 39' 29" NB, 5° 17' 57" OL | 521332 | Meer afbeeldingen |
| Villa Leeuwenhof | Woonhuis                  | 1900                                        |                                             | St. Michielsgestelseweg 1c             | 51° 39' 8" NB, 5° 18' 28" OL  | 521333 | Villa Leeuwenhof |
| Dubbele herenhuis | Woonhuis                  |                                             |                                             | Taalstraat 14,16                       | 51° 40' 3" NB, 5° 17' 39" OL  | 521334 | Meer afbeeldingen |
| Woonhuis met stijlelementen van het neoclassicisme                                                                                 | Woonhuis                  | 1870                                        |                                             | Taalstraat 53                          | 51° 39' 56" NB, 5° 17' 41" OL | 521335 | Woonhuis met stijlelementen van het neoclassicisme                                                                                 |
| Herenhuis | Woonhuis                  | 1880                                        |                                             | Taalstraat 113                         | 51° 39' 51" NB, 5° 17' 45" OL | 521336 | Meer afbeeldingen |
| Tervliet | Woonhuis                  | 1870                                        |                                             | Taalstraat 143                         | 51° 39' 44" NB, 5° 17' 50" OL | 521337 | Tervliet |
| Woonhuis met stijlelementen van het Eclecticisme                                                                                   | Woonhuis                  | 1880                                        |                                             | Taalstraat 211                         | 51° 39' 35" NB, 5° 18' 2" OL  | 521338 | Meer afbeeldingen |
| Woonhuis is gelegen in een park in landschappelijke stijl langs de Glorieuxlaan                                                    | Woonhuis                  | 1910                                        |                                             | Glorieuxlaan 2                         | 51° 39' 4" NB, 5° 18' 4" OL   | 521339 | Meer afbeeldingen |
| Landhuis Roucouleur | Woonhuis                  | 1884                                        | Lambert Hezenmans                           | Glorieuxlaan 4                         | 51° 39' 7" NB, 5° 17' 60" OL  | 521340 | Meer afbeeldingen |
| Kostschool Mariaoord | Onderwijs en wetenschap   | 1910                                        | Jules Dony                                  | Park Glorieux 1                        | 51° 39' 5" NB, 5° 17' 56" OL  | 521341 | Meer afbeeldingen |
| Complex Mariaplein | Begraafplaats en -onderdl | 1933-1938                                   | Alexander Kropholler                        | Mariaplein bij 8                       | 51° 39' 56" NB, 5° 17' 31" OL | 525796 | Meer afbeeldingen |
| Complex Mariaplein | Onderwijs en wetenschap   | 1939-1940                                   | Alexander Kropholler                        | Victorialaan 17                        | 51° 39' 58" NB, 5° 17' 32" OL | 525829 | Complex Mariaplein |
| Huize Voorburg: voormalige zusterklooster                                                                                          | Klooster, kloosteronderdl | 1928                                        | Jan Stuyt en Th.J. Klompers                 | Laan van Voorburg 66                   | 51° 38' 29" NB, 5° 18' 31" OL | 525832 | Huize Voorburg: voormalige zusterklooster                                                                                          |
| Huize Voorburg: damespaviljoen | Sociale zorg, liefdadigh. | 1893                                        | A.J. Sanders                                | Laan van Voorburg 7                    | 51° 38' 29" NB, 5° 18' 31" OL | 525833 | Meer afbeeldingen |
| 't Mieneke: schuur | Boerderij                 | 1928                                        | C. Knuttel                                  | Bleijendijk 5                          | 51° 38' 23" NB, 5° 18' 57" OL | 525838 | Upload foto |
| 't Mieneke: bakhuis | Boerderij                 | 1933                                        | C. Knuttel                                  | Bleijendijk 5                          | 51° 38' 24" NB, 5° 18' 56" OL | 525839 | 't Mieneke: bakhuis |
| Huize Steenwijk: fraterklooster | Klooster, kloosteronderdl | 1840                                        |                                             | Boxtelseweg 58                         | 51° 38' 19" NB, 5° 18' 25" OL | 525841 | Meer afbeeldingen |
| Huize Steenwijk: Mariakapel | Kapel                     | 1840                                        |                                             | Boxtelseweg 58                         | 51° 38' 18" NB, 5° 18' 13" OL | 525842 | Meer afbeeldingen |
| Begraafplaats Elisabethstraat: schijndodenhuisje                                                                                   | Begraafplaats en -onderdl | 1858                                        |                                             | St.-Elisabethstraat 66                 | 51° 39' 20" NB, 5° 17' 44" OL | 525843 | Begraafplaats Elisabethstraat: schijndodenhuisje                                                                                   |
| Begraafplaats Elisabethstraat: grafmonument van gebroeders Franciscus (Vught 1830-1894) en Johannus Jonkers (Vught 1858-1899)      | Begraafplaats en -onderdl | 1894                                        | J. Jonkers                                  | St.-Elisabethstraat 68                 | 51° 39' 15" NB, 5° 17' 37" OL | 525844 | Begraafplaats Elisabethstraat: grafmonument van gebroeders Franciscus (Vught 1830-1894) en Johannus Jonkers (Vught 1858-1899)      |
| Begraafplaats Elisabethstraat: grafmonument van J.A. van de Ven (1800-1866) en diens echtgenote C.M.T. van den Eijnden (1825-1870) | Begraafplaats en -onderdl | 1866                                        |                                             | St.-Elisabethstraat 68                 | 51° 39' 17" NB, 5° 17' 39" OL | 525845 | Begraafplaats Elisabethstraat: grafmonument van J.A. van de Ven (1800-1866) en diens echtgenote C.M.T. van den Eijnden (1825-1870) |
| Begraafplaats Elisabethstraat: graftombe van familie Van Meeuwen                                                                   | Begraafplaats en -onderdl | 1853                                        |                                             | St.-Elisabethstraat 68                 | 51° 39' 17" NB, 5° 17' 39" OL | 525846 | Meer afbeeldingen |
| Complex Isabellakazerne | Militair wachtgebouw      | 1915-1917                                   |                                             | Reutsedijk bij 7                       | 51° 40' 29" NB, 5° 17' 26" OL | 525853 | Meer afbeeldingen |
| Complex Mariaplein | Woonhuis                  | 1934-1939                                   |                                             | Mariaplein 1                           | 51° 39' 58" NB, 5° 17' 35" OL | 525869 | Meer afbeeldingen |
| Complex Berkenheuveldreef | Begraafplaats en -onderdl | 1790-1820                                   |                                             | Berkenheuveldreef 10                   | 51° 39' 17" NB, 5° 16' 45" OL | 525880 | Upload foto |
| Kamp Vught: wachtgebouw | Militair wachtgebouw      | 1943-1944                                   |                                             | Lunettenlaan 101                       | 51° 39' 20" NB, 5° 16' 9" OL  | 525892 | Kamp Vught: wachtgebouw |
| Kamp Vught: twee legeringsgebouwen                                                                                                 | Bijgebouwen               | 1943-1944                                   |                                             | Lunettenlaan 102                       | 51° 39' 20" NB, 5° 16' 9" OL  | 525893 | Upload foto |
| Kamp Vught: garage | Militaire opslagplaats    | 1943-1944                                   |                                             | Lunettenlaan 102                       | 51° 39' 20" NB, 5° 16' 9" OL  | 525894 | Upload foto |
| Kamp Vught: appelplaats | Bijgebouwen               | 1943                                        |                                             | Lunettenlaan bij 102                   | 51° 39' 27" NB, 5° 15' 43" OL | 525895 | Upload foto |
| Kamp Vught: gevangenis | Bijgebouwen               | 1943-1944                                   |                                             | Lunettenlaan 501                       | 51° 39' 52" NB, 5° 15' 23" OL | 525896 | Upload foto |
| Voormalige boerderij, opgetrokken in ambachtelijk-traditionele bouwtrant                                                           | Boerderij                 | 1700                                        |                                             | Heikantstraat 39                       | 51° 39' 34" NB, 5° 17' 33" OL | 526644 | Voormalige boerderij, opgetrokken in ambachtelijk-traditionele bouwtrant                                                           |
| Dubbel woonhuis met aangebouwde werkplaats                                                                                         | Werk-woonhuis             | 1750-1865                                   |                                             | Marktveld 34, 36                       | 51° 39' 32" NB, 5° 17' 58" OL | 526753 | Meer afbeeldingen |
| Landhuis Bleijendijk | Woonhuis                  | 1850-75                                     |                                             | Bleijendijk 2                          | 51° 38' 38" NB, 5° 19' 1" OL  | 521325 | Meer afbeeldingen |
| Folly: een kunstmatige ruïne | Tuin, park en plantsoen   | 1902-03                                     |                                             | Sparrendaalseweg bij 5                 | 51° 38' 2" NB, 5° 15' 36" OL  | 525045 | Meer afbeeldingen |
| Zionsburg: hoofdgebouw | Kasteel, buitenplaats     | ca. 1882                                    | Johannes van Nieukerken                     | Taalstraat 151                         | 51° 39' 39" NB, 5° 17' 47" OL | 530262 | Meer afbeeldingen |
| Zionsburg: historische tuin- en parkaanleg                                                                                         | Tuin, park en plantsoen   | 1900                                        |                                             | Taalstraat bij 151                     | 51° 39' 41" NB, 5° 17' 44" OL | 530263 | Meer afbeeldingen |
| Zionsburg: koetshuis met garage | Bijgebouwen kastelen enz. | 1882                                        |                                             | Taalstraat bij 151                     | 51° 39' 39" NB, 5° 17' 47" OL | 530264 | Meer afbeeldingen |
| Zionsburg: druivenkas | Tuin, park en plantsoen   | ca. 1900                                    |                                             | Taalstraat bij 151                     | 51° 39' 39" NB, 5° 17' 47" OL | 530265 | Meer afbeeldingen |
| Zionsburg: parkbrug | Tuin, park en plantsoen   | ca. 1900                                    |                                             | Taalstraat bij 151                     | 51° 39' 39" NB, 5° 17' 47" OL | 530266 | Upload foto |
| Zionsburg: toegangshek | Erfscheiding              | ca. 1900                                    |                                             | Taalstraat bij 151                     | 51° 39' 39" NB, 5° 17' 47" OL | 530267 | Zionsburg: toegangshek |
| Zionsburg: tuinbeeld Heracles | Tuin, park en plantsoen   | ca. 1882                                    |                                             | Taalstraat bij 151                     | 51° 39' 39" NB, 5° 17' 47" OL | 530268 | Meer afbeeldingen |
| Zionsburg: tuinbeeld Apollo op sokkel                                                                                              | Tuin, park en plantsoen   | ca. 1882                                    |                                             | Taalstraat bij 151                     | 51° 39' 39" NB, 5° 17' 47" OL | 530269 | Meer afbeeldingen |
| Zionsburg: tuinbeeld Demeter op sokkel                                                                                             | Tuin, park en plantsoen   | ca. 1882                                    |                                             | Taalstraat bij 151                     | 51° 39' 39" NB, 5° 17' 47" OL | 530270 | Meer afbeeldingen |
| Zionsburg: tuinbeeld wellicht voorstellende de muze Erato als jongeling op sokkel                                                  | Tuin, park en plantsoen   | ca. 1882                                    |                                             | Taalstraat bij 151                     | 51° 39' 39" NB, 5° 17' 47" OL | 530271 | Meer afbeeldingen |
| Zionsburg: ensemble van drie tuinbanken                                                                                            | Tuin, park en plantsoen   | eind 19e eeuw                               |                                             | Taalstraat bij 151                     | 51° 39' 39" NB, 5° 17' 47" OL | 530272 | Meer afbeeldingen |
| Zionsburg: hekwerk | Tuin, park en plantsoen   | eerste helft 20e eeuw                       |                                             | Taalstraat bij 151                     | 51° 39' 39" NB, 5° 17' 47" OL | 530273 | Meer afbeeldingen |